# Iris tenuis
Iris tenuis là một loài thực vật có hoa trong họ Diên vĩ. Loài này được S.Watson miêu tả khoa học đầu tiên năm 1882.